# Exeteri repülőtér
Az Exeteri repülőtér (IATA: EXT, ICAO: EGTE) Anglia egyik nemzetközi repülőtere, amely Exeter közelében található. Éves utasforgalma 382 198 fő (2022).

## Futópályák
A repülőtér futópályái:
- 08/26 (2076 m, 45 m, aszfalt)

## Forgalom
Az utasforgalom az elmúlt években az alábbi módon változott:
| Utasok száma | 78 881 | 76 308 | 108 001 | 237 942 | 180 333 | 327 019 | 970 614 | 709 314 | 908 750 | 382 198 |
|              | 1973   | 1978   | 1984    | 1989    | 1995    | 2000    | 2006    | 2011    | 2017    | 2022    |